# Henry Percy, VIII conte di Northumberland
Henry Percy (Newburn, 1532 – Torre di Londra, 21 giugno 1585) fu l'ottavo conte di Northumberland.

## Biografia
Nacque nel maniero di Newburn nel 1532 da Sir Thomas Percy, condannato a morte nel 1537 per essere stato capo della rivolta Pellegrinaggio di Grazia, ed Eleanor Harbottle. Educato col fratello maggiore Thomas Percy, VII conte di Northumberland, prese parte da giovane alle guerre di frontiera, e al momento dell'ascesa di Maria I d'Inghilterra venne nominato governatore del castello di Tynemouth. Entrò a far parte della House of Commons nel 1554 come rappresentante di Morpeth, nel Northumberland. Divenne cavaliere nel 1557 e sovrintendente delle marche.
La regina Elisabetta I d'Inghilterra continuò ad affidargli i suoi incarichi. Quando la guerra scoppiò in Scozia 1560, venne mandato al comando del corpo della cavalleria leggera dove si distinse per il valore.
Al contrario della sua famiglia, Henry aveva simpatie protestanti e gli venne incaricato nel 1561 di riferire sulle dottrine adottate dalle congregazioni scozzesi. Sia John Knox che Sir William Kirkcaldy di Grange, con cui era corrispondente, sembravano essere convinti delle sue simpatie verso il presbiterianesimo. Percy era stato già incaricato nel 1559, insieme a Thomas Young, arcivescovo di York, di amministrare il giuramento di supremazia al clero della provincia del nord. La sua posizione nel nord era migliorata alla fine del 1561 grazie al matrimonio con Catherine Neville, figlia di John Neville, IV barone Latimer.
nel gennaio 1562 Percy aveva sposato Lady Catherine Neville (1546–1594)dalla cui unione nacquero undici figli:
- Henry Percy, IX conte di Northumberland (1564–1632), che sposò Lady Dorothy Devereux;
- Thomas Percy;
- William Percy, poeta e scrittore;
- Sir Charles Percy;
- Lucy Percy, che sposò Sir John Wotton e poi Sir Hugh Owen;
- Richard Percy;
- Sir Joscelyne Percy;
- Anne Percy;
- Sir Alan Percy (?-1613), che sposò Mary Fitz;
- Eleanor Percy (1583–1650), che sposò William Herbert, I barone Powis;
- Sir George Percy (1580–1632), che sposò Anne Floyd.

Durante la Rivolta dei papisti, in cui il fratello maggiore prese la parte di comandante, Henry Percy rimase leale al governo, unendosi alle forze reali e attaccando vittoriosamente i ribelli.
La regina Elisabetta gli promise favori e incarichi di ritorno dal suo servizio. Quando suo fratello venne fatto prigioniero in Scozia, Percy gli scrisse di confessare subito le proprie colpe e di appellarsi alla clemenza della regina.
Nel 1571 venne eletto cavaliere della contea di Northumberland e, dopo l'esecuzione del fratello nel 1572, assunse col permesso di Elisabetta il titolo di ottavo conte di Northumberland.
Maria Stuarda si trovava prigioniera a Tutbury e Percy aprì una comunicazione con l'agente della regina John Lesley, vescovo di Ross, nel 1571, offrendo aiuto per la sua fuga. Sir Ralph Sadler sospettò delle sue intenzioni e il 15 novembre 1571 Percy venne arrestato a Londra e spedito alla Torre.
Il 23 febbraio 1572 egli scrisse alla regina supplicandola di rilasciarlo. Dopo diciotto mesi di detenzione egli fu portato in tribunale con l'accusa di tradimento.
A quel punto egli si mise nelle mani della regina, venne multato con 5.000 marchi e fu mandato in esilio nella sua casa a Petworth. Il 12 luglio 1573 gli venne permesso di tornare a Londra e fu presto rimesso in libertà.
L'8 febbraio 1576 egli riprese la sedia nella House of Lords, e fu uno dei commissari reali nominati per prorogare il parlamento a novembre. Nel settembre 1582 egli ricevette l'agente francese, M. de Bex, e guardò con interesse il complotto di Throckmorton per rilasciare la regina Maria. Lord Henry Howard e Francis Throckmorton venne arrestato per sospettata complicità e per la seconda volta venne mandato alla Torre.
Egli fu, tuttavia, solo detenuto per poche settimane e nessun procedimento legale fu preso contro di lui. Ma venne privato del governo del castello di Tynemouth. Egli fu ancora ottimista sul rilascio della regina e nel settembre 1583 invitò il suo agente Charles Paget a Petworth per discutere la materia. Il duca di Guisa si offrì di guidare le truppe francesi e Northumberland offrì di dare consigli sull'impresa. William Shelley, che era presente al dialogo, venne arrestato e torturato, e confessò ciò che era accaduto. Lo scopo di Northumberland, egli disse, non era solo di assicurare la libertà a Maria ma di ottenere da Elisabetta la piena tolleranza verso il cattolicesimo.
Nel dicembre del 1584 Northumberland fu mandato per la terza volta alla Torre. Egli fu portato in tribunale e confessò la sua innocenza. Sei mesi dopo, il 21 giugno 1585, fu trovato morto in suo letto nella cella, colpito al cuore. Una giuria venne incaricata del caso e sentenziò che si trattava di suicidio. Percy venne sepolto nella chiesa di Chiesa di San Pietro ad Vincula, all'interno della Torre.